# Mísia
Susana Maria Alfonso de Aguiar (Oporto, Portugal 18 de junio de 1955-Lisboa, 27 de julio de 2024) conocida artísticamente como Mísia fue una cantante portuguesa de fados, principalmente.

## Trayectoria artística
De padre portugués y madre española de origen catalán, Mísia trabajó dos años como bailarina de cabaret en sus inicios en el Teatro El Molino de Barcelona, España, lo que explica muchas de las influencias que recibió en su estilo musical: tangos, boleros, la fusión de la guitarra con el acordeón, el violín y el piano. En sus inicios cantó desde tangos a habaneras, pero sus artistas favoritos eran Marlene Dietrich, Judy Garland o Édith Piaf.
Mísia ha desarrollado a lo largo de su carrera un estilo de fado basado en la herencia de Amália Rodrigues, el uso de instrumentos musicales tradicionales (la guitarra clásica, la guitarra portuguesa y la guitarra bajo), el acordeón y el violín, así como con la recreación de los versos de carismáticos poetas portugueses.
Su trabajo de 2003 Canto mezcló piezas del guitarrista portugués Carlos Paredes con algunos poemas de Vasco Graça Moura, Sérgio Godinho y Pedro Tamen para construir una obra que ella misma describía como perteneciente a su "galería de cosas imposibles".
Mísia también interpretó canciones de otros artistas evocando el estilo del fado: la clásica As time goes by o La gavina de Marina Rossell y algunas composiciones de Luis Eduardo Aute son ejemplos. Cantó en diversas lenguas, aunque su repertorio esté compuesto mayoritariamente por fados, cantó algunos de sus temas en catalán, francés, español, inglés o napolitano. Es un ejemplo su disco Drama Box: una selección de tangos, boleros y fados cantados en portugués y castellano. En catalán canta el tema Plou al cor de Joan Manuel Serrat en el disco colectivo de La Marató de TV3, en su edición de 2007.
Se autodenominaba la "anarquista del fado", tal vez por ese motivo más que en Portugal, Mísia fue reconocida y apreciada en otros países como España, Alemania, Argentina o Francia. Con su trabajo Drama Box se presentó por primera vez en el Palau de la Música Catalana de Barcelona en el marco del Festival Únicas. En febrero de 2007 Mísia presentó en el Teatro Les Bouffes du Nord en París su proyecto Lisboarium, un concierto acústico de fado tradicional sobre textos de grandes poetas especialmente escritos para su voz.
En 2009 lanzó al mercado Ruas, un doble CD: en el que interpretaba fados con Lisboa como protagonista en el CD "Lisboarium"', y con un segundo CD de título "Tourist" donde rindió un particular homenaje a grupos y solistas internacionales como Chavela Vargas, Camarón de la Isla, Dalida, Joy Division, Maria Bethânia, entre otros.
En 2022 publicó un libro de memorias y un disco de igual nombre: Animal sentimental, que sería su último trabajo discográfico. La cantante falleció el 27 de julio de 2024 como consecuencia de un cáncer y fue enterrada en el Cementerio del Alto de São João de Lisboa.

## Discografía
- Mísia en Discogs
- 1991 — Mísia
- 1993 — Fado
- 1995 — Tanto menos, tanto mais
- 1998 — Garras dos sentidos
- 1999 — Paixões diagonais
- 2001 — Ritual
- 2003 — Canto
- 2005 — Drama box
- 2009 — Ruas
- 2011 — Senhora da noite
- 2013 — Delikatessen Café Concerto
- 2015 — Para Amália
- 2016 — Do primeiro fado ao último tango
- 2019 — Pura vida (Banda sonora)
- 2022 — Animal sentimental

## Filmografía
- Passione, de John Turturro. (2010)